# 平山城 (武蔵国)
平山城（ひらやまじょう）は、東京都日野市平山6丁目にあった日本の城（山城）。

## 概要
平山城は、平山氏の居城と伝えられる。平山氏は武蔵七党の一つである西党の日奉氏の一族で、鎌倉幕府成立期に活躍した平山季重が知られている。平山城跡のある平山は平山氏の本拠地と考えられてきたが、平山城跡が平山氏の城跡であるとの確証はない。
従来、平山城跡に明瞭な城跡は見出されなかったが、1979年（昭和54年）に腰曲輪と虎口が確認された。